# Baglan (Royaume-Uni)
Pour les articles homonymes, voir Baglan.
Baglan est un village et une communauté du borough de comté de Neath Port Talbot, au pays de Galles. Il est situé dans le sud-ouest du borough de comté, entre les villes côtières de Briton Ferry et Port Talbot.

## Toponymie
Le village doit son nom à Baglan (en), un ermite ayant vécu dans la région au VIe siècle. Ce toponyme est attesté en 1199 sous la forme Bagelan.

## Démographie
Au recensement de 2011, la communauté de Baglan comptait 6 819 habitants.